# Snow Hill (Carolina do Norte)
Snow Hill é uma cidade  localizada no estado norte-americano de Carolina do Norte, no Condado de Greene.

## Demografia
Segundo o censo norte-americano de 2000, a sua população era de 1514 habitantes.
Em 2006, foi estimada uma população de 1480, um decréscimo de 34 (-2.2%).

## Geografia
De acordo com o United States Census Bureau tem uma área de
3,0 km², dos quais 3,0 km² cobertos por terra e 0,0 km² cobertos por água. Snow Hill localiza-se a aproximadamente 36 m acima do nível do mar.

## Localidades na vizinhança
O diagrama seguinte representa as localidades num raio de 24 km ao redor de Snow Hill.